# A torto o a ragione
A torto o a ragione (Taking Sides) è un film del 2001 diretto da István Szabó, tratto dal dramma Taking Sides di Ronald Harwood - che firma soggetto e sceneggiatura - rappresentato in Italia con i titoli Colpevole innocenza e La torre d'avorio.

## Trama
Il direttore d'orchestra Wilhelm Furtwängler deve difendersi dalle accuse di essere stato collaboratore del regime nazista: la sua colpevolezza sarebbe infatti simbolicamente molto importante se contestualizzata al clima di denazificazione in atto nell'immediato dopoguerra.
Dall'istruttoria americana emerge un Furtwängler che, se da un lato riesce a salvare la vita a molti suoi colleghi ebrei,  dall'altro ha rapporti attivi con la società e le autorità in carica nella Germania dell'epoca.

## Critica
(FilmTv.it)
(Giancarlo Zappoli)

## Riconoscimenti
- 2002 - Premio Flaiano
  - Premio Flaiano per la sceneggiatura a Ronald Harwood.[3]